# Sterling (Ohio)
Sterling es un lugar designado por el censo ubicado en el condado de Wayne en el estado estadounidense de Ohio. En el Censo de 2010 tenía una población de 457 habitantes y una densidad poblacional de 180,79 personas por km².

## Geografía
Sterling se encuentra ubicado en las coordenadas 40°57′59″N 81°50′38″O / 40.96639, -81.84389. Según la Oficina del Censo de los Estados Unidos, Sterling tiene una superficie total de 2.53 km², de la cual 2.53 km² corresponden a tierra firme y (0%) 0 km² es agua.

## Demografía
Según el censo de 2010, había 457 personas residiendo en Sterling. La densidad de población era de 180,79 hab./km². De los 457 habitantes, Sterling estaba compuesto por el 97.81% blancos, el 0.44% eran afroamericanos, el 0% eran amerindios, el 0% eran asiáticos, el 0.22% eran isleños del Pacífico, el 0.22% eran de otras razas y el 1.31% pertenecían a dos o más razas. Del total de la población el 0.22% eran hispanos o latinos de cualquier raza.